# Bobby Whitlock
Robert Stanley "Bobby" Whitlock, född 18 mars 1948 i Memphis, Tennessee, död 10 augusti 2025 i Ozona, Texas, var en amerikansk sångare, låtskrivare och musiker. Han är mest känd för att ha varit en av medlemmarna i bandet Derek and the Dominos.

## Biografi
Whitlock växte upp i Arkansas och Memphis och började spela piano på ett flertal skivor på det legendariska Stax Studios medan han var tonåring. Whitlock var också den första vita artisten som skrev kontrakt med Stax Studios.
Efter att Whitlock gjort ett framförande på en Memphisclub, frågade Delaney och Bonnie Bramlett Whitlock om han ville börja i deras band. Bobby tackade ja och i och med det startade han en vänskap med Eric Clapton när Delaney, Bonnie & Friends turnerade med Clapton som gästgitarrist. Whitlock blev så småningom en del av Claptons Derek and the Dominos-projekt. Han var med och skrev många av låtarna, och även spelade och sjöng på vad som senare skulle bli Layla and Other Assorted Love Songs (där han sjöng på sin egen låt "Thorn Tree in the Garden"). Med samma band var han med och spelade på George Harrisons succéskiva All Things Must Pass.

## Diskografi
- Bobby Whitlock (1972)
- Raw Velvet (1972)
- One of a Kind (1975)
- Rock Your Sox Off (1976)
- It's About Time (1999)
- Other Assorted Love Songs , Live from Whitney Chapel (Bobby Whitlock & CoCo Carmel) (2003)